# Karnawad
Karnawad é uma cidade e uma nagar panchayat no distrito de Dewas, no estado indiano de Madhya Pradesh.

## Demografia
Segundo o censo de 2001, Karnawad tinha uma população de 10 254 habitantes. Os indivíduos do sexo masculino constituem 51% da população e os do sexo feminino 49%. Karnawad tem uma taxa de literacia de 41%, inferior à média nacional de 59,5%: a literacia no sexo masculino é de 53% e no sexo feminino é de 29%. Em Karnawad, 18% da população está abaixo dos 6 anos de idade.